# 佐藤幹夫
佐藤幹夫（日语：／ Satō Mikio，1928年4月18日—2023年1月9日）是一名日本数学家，他自称其工作为“代数分析”。

## 生平
佐藤幹夫毕业于东京大学，随后在朝永振一郎指导下做物理学研究生。从1970年起，他在京都大学数学科学研究所任教授。
他以在多个领域开创性工作而著名，比如准齐性向量空间和伯恩斯坦-佐藤多项式，特别是他的超函数理论。这最初以分布理论的推广而出现；随后与格罗滕迪克的局部上同调理论联系起来，后者具有独立的起源，用层理论的语言表述。更远的联系到微函数，关注线性偏微分方程的“微局部”，傅立叶理论（比如“波前”），最终与当前D-模理论的发展相通。其中一部分是调和系统的现代理论：PDE 超定（over-determined）到具有无穷维解空间的程度。
他在使用了无穷维格拉斯曼流形的非线性孤子理论中亦有基本贡献。在数论中他因L-函数的佐藤-泰特猜想而闻名。

## 榮譽
佐藤幹夫于1993年成为美国科学院院士。1997年获得肖克奖，2003年获得沃尔夫奖。